# Beskrivelseslogik
Beskrivelseslogik (engelsk Description logic, tysk Beschreibungslogik) er en variant af modallogik, som anvendes til implementering af begrebshierarkier.